# Sludica bulanovi
Sludica bulanovi — вид ранніх цинодонтів з пізнього перму Росії. Єдиний відомий науці вид роду Sludica. Скам'янілості було знайдено у Великоустюзькому районі в Вологодській області. Вид виявив палеонтолог Михаїл Федосович Івахненко.